# شمايل
شمايل (28 يونيو 1969 -)، مغنية كويتية.

## عن حياتها
بدأت الغناء بعام 1998 وذلك بعد أصدارها أول أعمالها الغنائية بعنوان «أنت مني»، في رصيدها ألبومات في مسيرتها الغنائية، بالإضافة إلى عملها كمغنية في السابق فشاركت في التمثيل من خلال مسرحية الخواف عام 2002 مع الممثل حسن الأسمر وكذلك شاركت كضيفة شرف في مسلسل سابع جار مع الفنان غانم الصالح.

### الإعتزال والعودة
قررت في عام 2003 اعتزال المجال الفني واشيع خبر الحجاب وارتدائها الخمار، وذلك بعد أدائها مناسك العمرة، لكنها صرحت في آخر مقابلاتها أنها لم تتحجّب  وفي أغسطس 2016
تدوالت الصحف خبر عودتها إلى الغناء بعد نشر الفنان عبدالعزيز السبيعي تعليقا مرفقا بصورتها قائلا «ترقبوا عملي القادم مع الفنانة شمايل بعد غياب طويل» واكد أنه لا دخل له بعودتها للمجال وأن ذلك كان قرارها الشخصي، ونابعا من حبها للفن وأنها عادت منذ عامين وتتواصل مع محبيها، بإسمٍ مستعار ألا وهو “كويتية”، وقد قدّمت أغنية “تناديك” للنجم العراقي ماجد المهندس، على “يوتيوب”، وتمّت إضافة بعض “التشويش على صوتها، لكي لا يتم تمييز صوتها” وسوف يجمعها عمل مشترك نافيا أن يكون مدير أعمالها أو منتجا لأعمالها.

## أعمالها

### الألبومات
| الألبوم | العام      | المنتج |
| ------- | ---------- | ------ |
| 1998    | أنت مني    | الخيول |
| 1999    | كسر الزجاج | الخيول |
| 2000    | كذب وصدق   | روتانا |

### فيديو كليبات
| الأغنية       | المنتج       | المخرج      |
| ------------- | ------------ | ----------- |
| إنت مني       | الخيول       | عامر الخفش  |
| كسر الزجاج    | الخيول       |             |
| كذب وصدق      | art الموسيقى | عامر الخفش  |
| تعثر          | art الموسيقى | عامر الخفش  |
| أحب الجرح     | art الموسيقى | إيلي غريب   |
| أم فهد        | art الموسيقى | محمد المسري |
| أبصم بالعشرة  | art الموسيقى |             |
| أحبك يا عذايي | art الموسيقى |             |

### التمثيل
- 1998: مسلسل سابع جار.
- 2002: مسرحية الخواف.[9]